# Вильерс, Джордж, 1-й герцог Бекингем
Джордж Ви́льерс (англ. George Villiers; 28 августа 1592, Бруксби — 23 августа 1628, Портсмут), 1-й герцог Бекингем (англ. 1st Duke of Buckingham, c 1623 г.) — английский государственный деятель, фаворит и первый министр королей Якова I и Карла I Стюартов.

## Биография
Джордж Вильерс происходил из небогатой дворянской семьи из графства Лестершир и был сыном сэра Джорджа Вильерса (ок. 1544—1606), шерифа Бруксби, от второго брака с Мэри Бомонт (ок. 1570—1632).
В 1614 году Джордж Вильерс был представлен королю Англии и Шотландии Якову I, который практически сразу воспылал страстью к молодому дворянину. Утверждают, что Яков нашёл «в характере этого юноши неумеренную ветреность и склонность к распутству». Король называл его Стини — сокращение от святого Стефана, чьё лицо, по Библии, «сияло, словно лик ангела». Увлечение короля было умело использовано придворными для свержения бывшего фаворита графа Сомерсета. В 1615 году Сомерсет был обвинён в убийстве, арестован и приговорён к смерти. Тем временем Вильерс был возведён в рыцарское достоинство, пожалован титулами виконта Вильерса (1616 год), графа Бекингема (1617 год), маркиза (1618 год) и, наконец, герцога Бекингема (1623 год) — первый герцогский титул в Англии более чем за 50 лет.
В письмах король называет Стини то «женой», то «мужем». Королю Якову даже пришлось выступить в 1617 году перед Тайным советом, защищая герцога.
Помимо титулов Бекингем получил множество государственных должностей: шталмейстер, главный судья выездной сессии, лорд-стюард Вестминстера, лорд-адмирал Англии (1619 год). Бекингем стал фактически главой английского правительства при стареющем короле Якове I. В 1620-х годах Бекингем выступал за агрессивную внешнюю политику Англии, поддерживая идею вступления страны в Тридцатилетнюю войну на стороне протестантских князей.
По неподтверждённым слухам Вильерс находился в гомосексуальной связи с королём до самой смерти последнего. В декабре 1624 года, на склоне жизни Яков писал:
Молю Бога о нашем брачном союзе на Рождество. Да осенит тебя благословение Божье, жена моя, да пребудешь ты утешением великим своего старого отца и мужа.
После смерти короля Якова I прошёл слух, что Бекингем его отравил. К этому времени у него появился новый покровитель — сын Якова, будущий король Карл I. Вместе они предприняли авантюрную поездку в Испанию. Считается, что именно конфликт Бекингема с испанским королевским двором послужил причиной срыва переговоров о браке принца Уэльского с инфантой и последующего объявления Англией войны Испании.
После смерти в 1625 году Якова I на престол Англии и Шотландии взошёл Карл I, бывший принц Уэльский, при котором Бекингем сохранил своё влияние на политику страны. Деятельность Бекингема подвергалась резкой критике со стороны парламентской оппозиции, считавшей Бекингема главным орудием королевского произвола и ставившей ему в вину неустойчивость внешней политики, которая привела к неудачным войнам с Испанией (1625—1630) и с Францией (1627—1629). Парламент неоднократно обвинял Бекингема в нарушении национальных интересов и требовал суда над ним.
23 августа 1628 года бывший военный Джон Фельтон проник в апартаменты Бекингема в Портсмуте и вонзил нож в его грудь. Бекингем попытался вытащить оружие, закричав: «О Боже! Этот негодяй убил меня!». Вскоре он скончался.

## Семья и дети
16 мая 1620 года Вильерс женился на леди Кэтрин Мэннерс (1603—1649), 19-й баронессе де Рос (1632—1649), дочери Фрэнсиса Мэннерса (1578—1632), 6-го графа Ратленда (1612—1632) и 18-го барона де Рос (1618—1632), и Фрэнсис Найвет (? — 1605). Их дети:
- Мэри Вильерс (1622—1685), 1-й муж с 1634 года лорд Чарльз Герберт (1619—1635), старший сын Филиппа Герберта, 4-го графа Пембрука и 1-го графа Монтгомери, 2-й муж с 1637 года Джеймс Стюарт (1612—1655), герцог Леннокс и Ричмонд, 3-й муж — полковник Томас Говард (? — 1678);
- Чарльз Вильерс (1625—1627), граф Ковентри;
- Джордж Вильерс (1628—1687), 2-й герцог Бекингем (1628—1687);
- лорд Фрэнсис Вильерс (1629—1648), погиб в бою под Кингстоном.

## Образ в искусстве
- В романе Вальтера Скотта «Приключения Найджела», действие которого происходит в царствование Якова I, одним из действующих лиц является герцог Бекингем.
- В романе Александра Дюма «Три мушкетёра» и созданной на основе романа пьесе «Юность мушкетёров» герцог Бекингем и его романтические отношения с королевой Анной Австрийской являются одной из важнейших пружин сюжета.
- В романе Артуро Перес-Реверте «Капитан Алатристе», так же, как и в одноимённой экранизации этого романа, есть важный эпизод, где использован исторический факт неофициального визита герцога Бекингема и принца Уэльского в Испанию. По сюжету, именно этих двух лиц должны были убить капитан Алатристе и его напарник Малатеста.
- История Бекингема и Анны Австрийской легла в основу рассказа Рафаэля Сабатини «Его дерзость герцог Бекингем». В романе того же автора «Фаворит короля» Бекингем появляется в качестве второстепенного героя. (Сам роман посвящен предыдущему фавориту, графу Сомерсету).
- В романе Филиппы Грегори «Земные радости», где герцог Бекингем является фаворитом короля, а также имеет романтические отношения с главным героем романа — королевским садовником.

Кино
- 1916 — Три мушкетёра (США) режиссёра Чарльза Суикарда, в роли герцога — Харви Кларк[англ.].
- 1921 — Три мушкетёра (США) режиссёра Фред Нибло, в роли герцога — Томас Холдинг.
- 1939 — Три мушкетёра (США) режиссёра Алана Двона, в роли герцога — Лестер Мэттьюз.
- 1948 — Три мушкетёра (США) режиссёра Джордж Сидни, в роли герцога — Джон Саттон.
- 1961 — Три мушкетёра (Франция) режиссёра Бернар Бордери, в роли герцога — Жак Бертье.
- 1973 — Три мушкетёра (США) режиссёра Ричарда Лестера, в роли герцога — Саймон Уорд[англ.].
- 1974 — Четыре мушкетёра и Четверо против кардинала (Франция) режиссёра Андре Юнебеля, в роли герцога — Бернар Алле.
- 1978 — Д’Артаньян и три мушкетёра (СССР) режиссёра Георгия Юнгвальд-Хилькевича, в роли герцога — Алексей Кузнецов.
- 2001 — Мушкетёр (Германия, Люксембург, Великобритания, США). В роли — Джереми Клид.
- 2004 — Мадемуазель Мушкетёр (США). В роли — Николас Роу.
- 2004 — «Миледи[фр.]» (Франция). В роли герцога — Кристофер Бухгольц.
- 2006 — Капитан Алатристе (Испания), в роли герцога — Квим Вилья.
- 2011 — «Мушкетёры» (США) Пола Андерсона. В роли герцога — Орландо Блум. Вольная интерпретация романа Александра Дюма.
- 2013 — Три мушкетёра (Россия) режиссёра Сергея Жигунова, в роли герцога — Константин Лавроненко.
- 2015 — Приключения капитана Алатристе (Испания), в роли герцога — Вильям Миллер.
- 2023 — «Три мушкетёра» (Франция), в роли — Джейкоб Форчун-Ллойд.
- 2024 — «Мэри и Джордж» (Великобритания), Николас Голицын.